# Apicultura urbana

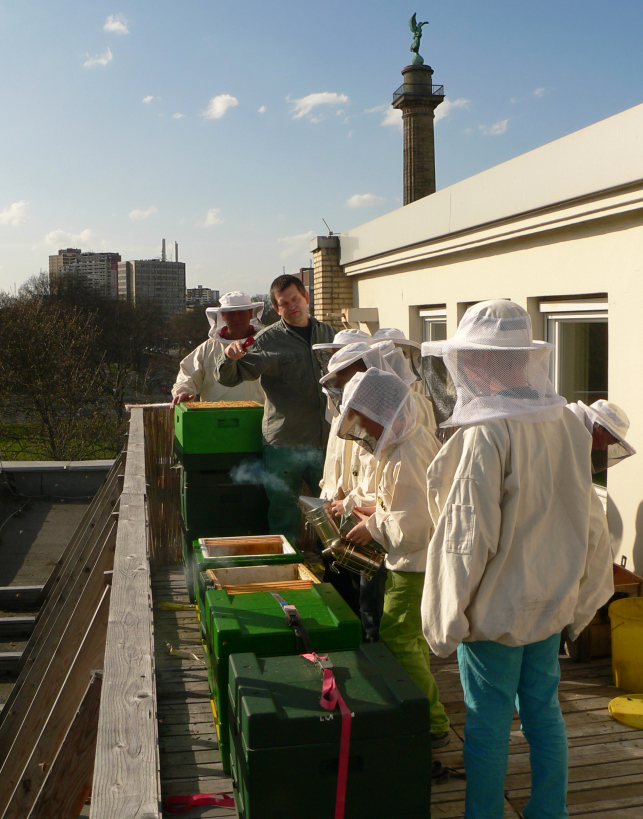
Apicultors urbans a Hannover.

L'apicultura urbana és la pràctica de l'apicultura en l'entorn urbà. S'ha fet popular a ciutats com Nova York i Londres, que va registrar un augment del 220% d'apicultors, entre el 1999 i el 2012 Aquesta pràctica ha estat recentment legalitzada en moltes ciutats dels Estats Units, incloent-hi Nova York. L'apicultura urbana pot ser considerada com una part del moviment d'aliments locals.
No afectades pels contaminants urbans, alguns defensen que les abelles dels ruscs urbans són "més sanes i més productives que les seves congèneres del camp". La limitada superfície d'àrres verdes a les ciutats, junt a la creixent popularitat d'aquesta l'afició pot donar lloc a rendiments més baixos de mel, com ha passat a Londres i Nova York. Un altre problema creat per un excés d'abelles pot ser l'aparició d'eixams incontrolats, quan una reina deixa una colònia plena amb un seguici de treballadors per iniciar el seu propi.
El nombre de ruscs d'abelles varia molt d'una ciutat a una altra, i els recomptes oficials pot ser inexacte, una alta proporció dels ruscs no es registren. El 2012, s'estima que el 75% de les explotacions apícoles de Londres no disposaven de llicència de cap mena. Aquest mateix any, es considera que al voltant de la meitat dels ruscs de Nova York no disposava de llicència. Es calcula que hi ha 3.200 explotacions apícoles a Londres, 400 a Nova York, i almenys 100 a Toronto. Melbourne alberga prop de 60 ruscs. La ciutat de Chicago ha patrocinat vuit ruscs als terrats de la ciutat.
En algunes ciutats, l'apicultura és duta a terme per associacions, però també per particulars. En moltes ocasions es tracta d'hotels.
A Londres, els edificis dels grans magatzems Fortnum & Mason, Lambeth Palace, la borsa de Londres, el Museu d'Història Natural, i el Royal Lancaster hotel, entre d'altres, acullen ruscs. La teulada del Banc d'Anglaterra també va acollir un rusc.
A Nova York, l'InterContinental The Barclay Hotel, el Waldorf-Astoria Hotel, i la York Prep School tenen cura de ruscs.
A París, les abelles es troben a l'Hotel Mandarin Oriental i a l'òpera Garnier.
Toronto compta amb els ruscs del Fairmont Royal York (de fet, el Fairmont Hotel Group manté abelles en 18 de les seves propietats), de l'Opera House, i de la Casa Loma.
A Denver, el Brown Palace Hotel també disposa del seu propi rusc, mentre que la Casa Blanca és un dels llocs on es té cura d'abelles a Washington D.C..
Urban Honey Co, a Melbourne, fou la primera companyia a bastir una xarxa de terrats i ruscs urbans a Austràlia. Els amfitrions van des d'hotels de 5 estrelles a comunitats de propietaris. Una altra empresa d'apicultura urbana a la ciutat de Melbourne és la Melbourne City Rooftop.